# Rote-Liste-Zentrum
Das Rote-Liste-Zentrum (RLZ) ist eine vom Bundesamt für Naturschutz (BfN) gegründete Institution, die für die Koordination der bundesweiten Roten Listen gefährdeter Arten zuständig ist. Das RLZ ist seit 2018 beim DLR Projektträger in Bonn angesiedelt.

## Aufgaben
Das Rote-Liste-Zentrum unterstützt die an der Erstellung der Roten Listen beteiligten Fachleute. Es organisiert Arbeitstreffen, beauftragt vorbereitende Arbeiten und trägt die Kosten für die Erstellung der Listen. Zu seinen Aufgaben gehört auch der inhaltliche Austausch mit den Artenkennern und die Durchführung von Fachtagungen für den wissenschaftlichen Austausch sowie die Kontaktpflege zu Fachgesellschaften, Naturschutzverbänden, Länderbehörden und überstaatlichen Organisationen.
Das Rote-Liste-Zentrum übernimmt die Pflege der Artenlisten, die Entwicklung von Methodik und IT-Werkzeugen sowie die Qualitätssicherung. Das BfN ist Herausgeber der Roten Listen.

## Artensuchmaschine
Mit der Artensuchmaschine auf der Webseite des Rote-Liste-Zentrums lässt sich die Gefährdungssituation von rund 37.000 untersuchten Arten online recherchieren. Die zugrundeliegende Datenbank greift auf die Fachgutachten der bundesweiten Roten Listen zu.

## Geschichte
In seiner „Naturschutz-Offensive 2020“ kündigte das Bundesministerium für Umwelt, Naturschutz, Bau und Reaktorsicherheit im Jahr 2015 die Gründung eines Rote-Liste-Zentrums an.
Nach einem vorbereitenden F+E-Vorhaben und einer europaweiten Ausschreibung wurde das Rote-Liste-Zentrum zum 1. Dezember 2018 beim Projektträger im Deutschen Zentrum für Luft- und Raumfahrt (DLR) in Bonn eingerichtet. Das Bundesumweltministerium fördert das Zentrum mit jährlich 3,1 Millionen Euro.
Im Jahr 2020 wurde mit der „Roten Liste und Gesamtartenliste der Säugetiere Deutschlands“ die erste Rote Liste eines neuen Aktualisierungszyklus veröffentlicht. Seither sind weitere aktuelle Listen zu Amphibien, Reptilien, Süßwasserfischen, Heu- und Fangschrecken, Binnenasseln und Phytoparasitischen Kleinpilzen veröffentlicht worden.